# Высший совет национальной обороны (Румыния)
Вы́сший сове́т национа́льной оборо́ны (рум. Consiliul Suprem de Apărare a Ţării), сокращённо КСАТ или CSAT; также встречаются варианты перевода как Высший совет обороны, Верховный совет обороны, Верховный совет по национальной обороне) — совещательный орган правительства Румынии, отвечающий за организацию национальной безопасности. Главой Совета является президент Румынии, деятельность Совета проверяется парламентом Румынии. Ежегодно по запросу парламента Совет отчитывается перед Палатой депутатов и Сенатом о своей деятельности.

## Структура
Совет образован в ноябре 2005 года в рамках Национального информационного общества (CNI) с целью скоординировать государственную структуру для советника по национальной безопасности в администрации Президента Румынии. Согласно распоряжению об учреждении CNI, Совет должен координировать разведывательную деятельность в вопросах, касающихся национальной безопасности. В состав Совета входят Президент Румынии как президент Совета, премьер-министр как вице-президент Совета и члены: министры внутренних дел, иностранных дел, обороны, юстиции, экономики, финансов, а также советник по вопросам безопасности, главы служб внутренней и внешней разведок и начальник Генерального штаба.

## Обязанности Совета
В число обязанностей Совета входят следующие:
- анализировать текущую стратегию национальной безопасности Румынии, военные стратегии, стратегию общественного порядка и возможные предложения по их изменениям;
- вводить по просьбе Президента Румынии осадное или чрезвычайное положение, объявлять мобилизацию сил, объявлять о состоянии войны с кем-либо или прекращении войны, приостанавливать или полностью останавливать боевые действия;
- предлагать меры по мобилизации национальной экономики и подготовке государственного бюджета в условиях войны, меры по защите и восстановлению конституционного порядка, проекты законов по национальной безопасности, организации вооружённых сил;
- утверждать планы военного руководства о применении силы в мирное время, в чрезвычайных ситуациях или во время войны;
- утверждать основные принципы в международных отношениях и в вопросах национальной безопасности (подписание договоров и соглашений, установление отношений с аналогичными зарубежными органами, выработка ответа на инциденты и возможные провокации, обеспечение соблюдения правил ведения боевых действий, планы действия в осадном и чрезвычайном положениях, проекты планов мобилизации народного хозяйства и подготовки бюджета к условиям войны, план проверки подготовки населения к защите с помощью учений и тренировок, подготовка территорий для обеспечения потребностей вооружённых сил Румынии, реализация программ по оснащению вооружённых сил, милитаризация необходимых экономических агентов, вмешательство Министерства национальной обороны и Министерства внутренних дел для ликвидации последствий стихийных бедствий, регулирование связи и телекоммуникаций в стране и т. д.);
- координировать интеграцию Румынии в структуры безопасности НАТО, следить за адаптацией вооружённых сил к требованиям и рекомендациями со стороны Альянса;
- назначать и исключать лиц из состава Совета;
- осуществлять иные полномочия, предусмотренные законами об обороне страны и национальной безопасности.

## Текущий состав
- Президент: Клаус Йоханнис, президент Румынии
- Вице-президент: Дачиан Чолош, премьер-министр Румынии
- Члены Совета:
  - Михнея Моток, министр национальной обороны
  - Петре Тобе, министр администрации и внутренних дел
  - Лазар Команеску, министр иностранных дел
  - Ралуча Пруня, министр юстиции
  - Костин Борк, министр экономики, торговли и бизнеса
  - Анка Драгу, министр общественных финансов
  - Георге Майор, глава службы разведки
  - Михай Унгуряну, глава службы внешней разведки
  - Генерал-лейтенант Николае Чукэ, начальник Генерального штаба
  - Адриан Скутару, советник Президента по вопросам национальной безопасности
  - Ион Опришор, секретарь Совета